# Viden Apostolov
Viden Apostolov, in bulgaro Виден Апостолов? (Novi Iskar, 17 ottobre 1941 – Plovdiv, 13 novembre 2020), è stato un calciatore bulgaro, di ruolo difensore.

## Carriera
Con la Nazionale bulgara ha preso parte ai Mondiali 1966.

## Palmarès

### Club

#### Competizioni nazionali
- Campionato bulgaro: 1

Botev Plovdiv: 1966-1967
- Coppa di Bulgaria: 1

Botev Plovdiv: 1962

#### Competizioni internazionali
- Coppa dei Balcani per club: 1

Botev Plovdiv: 1972